# Ignacio Ithurralde
Ignacio Ithurralde Sáez (Durazno, 30 de mayo de 1983) es un exfutbolista y actual entrenador uruguayo del Defensor Sporting.

## Trayectoria como jugador
Entró a las fuerzas básicas de Defensor Sporting a los 12 años de edad. Debutó en Primera División el 3 de febrero del 2002. Reforzó a los rayados de Monterrey en el Apertura 2007. El 2008 lo pasó en Argentina: durante la primera mitad del año jugó en Olimpo de Bahía Blanca, mientras que en la segunda hizo lo propio en Rosario Central. 
En 2009 jugó por Peñarol y al año siguiente fichó por el Bolívar de La Paz, equipo con el que disputó la Copa Libertadores 2010. El 12 de enero de 2011 firmó por el Club Guaraní de Paraguay, equipo con el cual jugó la Copa Libertadores 2011 y el 30 de junio de 2011 fichó a préstamo por el Audax Italiano de Chile, equipo con el cual jugo la Copa Chile y el Torneo Clausura 2011.
En 2012 firmó contrato con Millonarios Fútbol Club de Colombia, para jugar con el equipo 'embajador' en el Torneo Apertura, donde marca su primer gol en el empate 1-1 contra Real Cartagena. Fue determinante en el 0-0 que se logró obtener en el juego de ida de la final de la Liga Postobon 2012-II, la cual terminó con la estrella 14 de Millonarios.
En 2013 pasó al Club Atlético Rentistas de su país de origen. Allí no tuvo la continuidad que esperaba.En enero de 2014, el jugador fue transferido al Club Blooming de Bolivia en busca de hacer un salto en su carrera profesional. Luego de un semestre, volvió a Rentistas. En 2015 firmó contrato con Racing Club de Montevideo.
En 2018 se retiró en Cerro a los 36 años.

## Trayectoria como entrenador
Tras estar alejado totalmente del fútbol tres años en 2020 comienza a dirigir en las formativas del Defensor Sporting.
El 23 de junio de 2021 por la fecha 8 del Campeonato Uruguayo de Primera División 2021 firmó con Boston River para dirigir a El Sastre por el resto de la temporada temporada. Para 2022 se le renueva su contrato y tras una buena campaña se marcha del club en el mes de noviembre, dejándolo clasificado a la Copa Libertadores 2023.
El 30 de julio de 2023 se anuncia como nuevo director técnico de River Plate de cara al Torneo Clausura 2023.

## Selección Uruguay
Representó a la Selección de fútbol de Uruguay en sus categorías sub-17, sub-20 y mayores.
En la categoría juvenil estuvo convocado por Jorge Da Silva al Campeonato Sudamericano Sub-20 de 2003 disputando 4 de los 9 partidos del certamen. Fue compañero de grandes jugadores que llegaron al profesionalismo como: Sebastián Viera, Cebolla Rodríguez, Rubén Olivera, Carlos Grossmüller, William Ferreira y Carlos Diogo.
En la categoría de mayores estuvo en el proceso mundialista rumbo a Sudáfrica 2010, aunque solo llegó dispuar 4 partidos amistosos frente a sus similares de Serbia, Colombia, y en dos ocasiones frente a Venezuela.

## Clubes

### Como jugador
| Club                          | Div.          | Temporada     | Liga  | Liga  | Copas | Copas | Internacional | Internacional | Total | Total |
| Club                          | Div.          | Temporada     | Part. | Goles | Part. | Goles | Part.         | Goles         | Part. | Goles |
| ----------------------------- | ------------- | ------------- | ----- | ----- | ----- | ----- | ------------- | ------------- | ----- | ----- |
| Defensor Sporting · Uruguay   | 1.ª           | 2002          | 10    | 0     | -     | -     | -             | -             | 10    | 0     |
| Defensor Sporting · Uruguay   | 1.ª           | 2003          | 1     | 0     | -     | -     | -             | -             | 1     | 0     |
| Defensor Sporting · Uruguay   | 1.ª           | 2004          | 4     | 0     | -     | -     | -             | -             | 4     | 0     |
| Defensor Sporting · Uruguay   | 1.ª           | 2005          | 17    | 1     | -     | -     | -             | -             | 17    | 1     |
| Defensor Sporting · Uruguay   | 1.ª           | 2005-06       | 31    | 3     | -     | -     | 6             | 1             | 37    | 4     |
| Defensor Sporting · Uruguay   | 1.ª           | 2006-07       | 20    | 3     | -     | -     | 5             | 1             | 25    | 4     |
| Defensor Sporting · Uruguay   | Total club    | Total club    | 83    | 7     | 0     | 0     | 11            | 2             | 94    | 9     |
| Monterrey · México            | 1.ª           | 2007-C        | 8     | 0     | -     | -     | -             | -             | 8     | 0     |
| Monterrey · México            | Total club    | Total club    | 8     | 0     | 0     | 0     | 0             | 0             | 8     | 0     |
| Olimpo Argentina              | 2.ª           | 2008-C        | 12    | 0     | -     | -     | -             | -             | 12    | 0     |
| Olimpo Argentina              | Total club    | Total club    | 12    | 0     | 0     | 0     | 0             | 0             | 12    | 0     |
| Rosario Central Argentina     | 1.ª           | 2008-A        | 4     | 0     | -     | -     | -             | -             | 4     | 0     |
| Rosario Central Argentina     | Total club    | Total club    | 4     | 0     | 0     | 0     | 0             | 0             | 4     | 0     |
| Peñarol · Uruguay             | 1.ª           | 2009-A        | 1     | 0     | -     | -     | 0             | 0             | 1     | 0     |
| Peñarol · Uruguay             | 1.ª           | 2009-C        | 8     | 0     | -     | -     | -             | -             | 8     | 0     |
| Peñarol · Uruguay             | 1.ª           | 2010-A        | 8     | 1     | -     | -     | -             | -             | 8     | 0     |
| Peñarol · Uruguay             | Total club    | Total club    | 17    | 1     | 0     | 0     | 0             | 0             | 17    | 1     |
| Bolívar · Bolivia             | 1.ª           | 2010          | 31    | 1     | -     | -     | 6             | 0             | 37    | 1     |
| Bolívar · Bolivia             | Total club    | Total club    | 31    | 1     | 0     | 0     | 6             | 0             | 37    | 1     |
| Guaraní Paraguay              | 1.ª           | 2011          | 2     | 0     | -     | -     | 4             | 0             | 6     | 0     |
| Guaraní Paraguay              | Total club    | Total club    | 2     | 0     | 0     | 0     | 4             | 0             | 6     | 0     |
| Audax Italiano · Chile        | 1.ª           | 2011          | 6     | 0     | 2     | -     | -             | -             | 8     | 0     |
| Audax Italiano · Chile        | Total club    | Total club    | 6     | 0     | 2     | 0     | 0             | 0             | 8     | 0     |
| Millonarios · Colombia        | 1.ª           | 2012          | 19    | 1     | 4     | 0     | 0             | 0             | 23    | 1     |
| Millonarios · Colombia        | 1.ª           | 2013          | 4     | 0     | 7     | 1     | 2             | 0             | 13    | 1     |
| Millonarios · Colombia        | Total club    | Total club    | 23    | 1     | 11    | 1     | 2             | 0             | 36    | 2     |
| Rentistas · Uruguay           | 1.ª           | 2013          | 14    | 0     | -     | -     | -             | -             | 14    | 0     |
| Blooming · Bolivia            | 1.ª           | 2014          | 13    | 0     | -     | -     | -             | -             | 13    | 0     |
| Blooming · Bolivia            | Total club    | Total club    | 13    | 0     | 0     | 0     | 0             | 0             | 13    | 0     |
| Rentistas · Uruguay           | 1.ª           | 2014-15       | 21    | 2     | -     | -     | 2             | 0             | 23    | 2     |
| Rentistas · Uruguay           | Total club    | Total club    | 35    | 2     | 0     | 0     | 2             | 0             | 37    | 2     |
| Racing · Uruguay              | 1.ª           | 2015-16       | 22    | 2     | -     | -     | -             | -             | 22    | 2     |
| Racing · Uruguay              | 1.ª           | 2016          | 11    | 0     | -     | -     | -             | -             | 11    | 0     |
| Racing · Uruguay              | Total club    | Total club    | 33    | 2     | 0     | 0     | 0             | 0             | 33    | 2     |
| Deportivo Maldonado · Uruguay | 2.ª           | 2017          | 12    | 1     | -     | -     | -             | -             | 12    | 1     |
| Deportivo Maldonado · Uruguay | Total club    | Total club    | 12    | 1     | 0     | 0     | 0             | 0             | 12    | 1     |
| Cerro · Uruguay               | 1.ª           | 2017          | 9     | 0     | -     | -     | -             | -             | 9     | 0     |
| Cerro · Uruguay               | Total club    | Total club    | 9     | 0     | 0     | 0     | 0             | 0             | 9     | 0     |
| Total carrera                 | Total carrera | Total carrera | 288   | 15    | 13    | 1     | 25            | 2             | 326   | 18    |

#### Selección
| Selección         | Temporada | Amistosos | Amistosos | Sudamérica1) | Sudamérica1) | Mundial2) | Mundial2) | Total | Total |
| Selección         | Temporada | Part.     | Goles     | Part.        | Goles        | Part.     | Goles     | Part. | Goles |
| ----------------- | --------- | --------- | --------- | ------------ | ------------ | --------- | --------- | ----- | ----- |
| Sub-20 · Uruguay  | 2003      | —         | —         | 4            | 0            | —         | —         | 4     | 0     |
| Sub-20 · Uruguay  | Total     | 0         | 0         | 4            | 0            | 0         | 0         | 4     | 0     |
| Mayores · Uruguay | 2006      | 3         | 0         | —            | —            | —         | —         | 3     | 0     |
| Mayores · Uruguay | 2007      | 1         | 0         | —            | —            | —         | —         | 1     | 0     |
| Mayores · Uruguay | Total     | 4         | 0         | 0            | 0            | 0         | 0         | 4     | 0     |
| Total             | Total     | 4         | 0         | 4            | 0            | 0         | 0         | 8     | 0     |

### Como entrenador
| Boston River · Uruguay           | 1.ª                 | 2021                | 23  | 9  | 7  | 7  | - | - | - | - | Inexequible | Inexequible | Inexequible | Inexequible | 23  | 9  | 7  | 7  | 49.27% | 31  | 31  | +0  |
| Boston River · Uruguay           | 1.ª                 | 2022                | 37  | 18 | 8  | 11 | 3 | 2 | 1 | 0 | Inexaquible | Inexaquible | Inexaquible | Inexaquible | 40  | 20 | 9  | 11 | 57.5%  | 53  | 36  | +17 |
| Boston River · Uruguay           | Total               | Total               | 60  | 27 | 15 | 18 | 3 | 2 | 1 | 0 | -           | -           | -           | -           | 63  | 29 | 16 | 18 | 54.5%  | 84  | 67  | +17 |
| Montevideo City Torque · Uruguay | 1.ª                 | 2023                | 10  | 2  | 3  | 5  | - | - | - | - | Inexequible | Inexequible | Inexequible | Inexequible | 10  | 2  | 3  | 5  | 30%    | 9   | 15  | -6  |
| Montevideo City Torque · Uruguay | Total               | Total               | 10  | 2  | 3  | 5  | - | - | - | - | -           | -           | -           | -           | 10  | 2  | 3  | 5  | 30%    | 9   | 15  | -6  |
| River Plate · Uruguay            | 1.ª                 | 2023                | 15  | 5  | 4  | 6  | 1 | 1 | 0 | 0 | Inexequible | Inexequible | Inexequible | Inexequible | 16  | 6  | 4  | 6  | 45.83% | 11  | 14  | -3  |
| River Plate · Uruguay            | 1.ª                 | 2024                | 18  | 4  | 6  | 8  | 3 | 1 | 1 | 1 | Inexequible | Inexequible | Inexequible | Inexequible | 21  | 5  | 7  | 9  | 34.92% | 30  | 31  | -1  |
| River Plate · Uruguay            | Total               | Total               | 33  | 9  | 10 | 14 | 4 | 2 | 1 | 1 | -           | -           | -           | -           | 37  | 11 | 11 | 15 | 39.64% | 41  | 45  | -4  |
| Defensor Sporting · Uruguay      | 1.ª                 | 2025                | 16  | 8  | 3  | 5  | 1 | 1 | 0 | 0 | Inexequible | Inexequible | Inexequible | Inexequible | 17  | 9  | 3  | 5  | 58.82% | 23  | 21  | +2  |
| Defensor Sporting · Uruguay      | Total               | Total               | 16  | 8  | 3  | 5  | 1 | 1 | 0 | 0 | -           | -           | -           | -           | 17  | 9  | 3  | 5  | 58.82% | 23  | 21  | +2  |
| Total en su carrera              | Total en su carrera | Total en su carrera | 119 | 46 | 31 | 42 | 8 | 5 | 2 | 1 | -           | -           | -           | -           | 127 | 51 | 33 | 43 | 48.82% | 157 | 148 | +9  |
| 1. 2.                            |                     |                     |     |    |    |    |   |   |   |   |             |             |             |             |     |    |    |    |        |     |     |     |

## Palmarés

### Como jugador
| Título              | Club        | País     | Año  |
| ------------------- | ----------- | -------- | ---- |
| Torneo Finalización | Millonarios | Colombia | 2012 |